# John Jairo Culma
Pour les articles homonymes, voir Culma.
John Jairo Culma, né le 17 mars 1981 à Cali (Colombie) un footballeur colombien, qui évolue au poste de milieu défensif. Au cours de sa carrière il évolue au CA Independiente, au CD Cruz Azul, à Brujas Escazu, à l'Hapoël Bnei Sakhnin, au Maccabi Haïfa et au Stade brestois 29 ainsi qu'en équipe de Colombie.

## Biographie
En 2001, il participe avec l'équipe de Colombie U20 au 20e championnat sudaméricain des moins de 20 ans en Équateur et au Festival International Espoirs de Toulon.
Il débute en Israël avec l'Hapoël Bnei Sakhnin (vice-champion de Liga Leumit 2006-2007, 4e de Ligat HaAl 2007-2008) puis suit son entraîneur Elisha Levy (en) au Maccabi Haifa en 2008, avec lequel il remporte le championnat lors des saisons 2008-2009 et 2010-2011 (vice-champion en 2009-2010).
John Jairo Culma a participé avec le Maccabi Haïfa aux matchs des tours préliminaires puis de la phase de poule de la Ligue des champions 2009-2010.
En fin de contrat à l'issue de la saison 2010/2011, il donne initialement son accord à l'Hapoël Ironi Kiryat Shmona avant de s'engager finalement en France avec le Stade brestois.
Il débute en Ligue 1 dès la 1re journée, lors de laquelle il entre en jeu à la 65e minute en remplacement d'Oscar Ewolo. Il devient rapidement titulaire au poste de milieu défensif puis, début décembre, une blessure à la hanche l'éloigne des terrains plusieurs mois,.
Le 12 avril 2013, le contrat qui le liait au club jusqu'au 30 juin 2013 est résilié à l'amiable.

## Carrière
| Saison      | Club                | Pays       | Championnat      | Championnat | Championnat | Championnat  | Championnat  | Coupes nationales | Coupes nationales | Continental | Continental | Continental | Colombie | Colombie |
| Saison      | Club                | Pays       | Division         | Matchs      | Buts        | Carton jaune | Carton rouge | Matchs            | Buts              | Coupe       | Matchs      | Buts        | Matchs   | Buts     |
| ----------- | ------------------- | ---------- | ---------------- | ----------- | ----------- | ------------ | ------------ | ----------------- | ----------------- | ----------- | ----------- | ----------- | -------- | -------- |
| 1999 - 2000 | CA Independiente    | Argentine  | Primera División | -           | -           | -            | -            | -                 | -                 | -           | -           | -           | -        | -        |
| 2000 - 2001 | CA Independiente    | Argentine  | Primera División | -           | -           | -            | -            | -                 | -                 | -           | -           | -           | -        | -        |
| 2001 - 2002 | CD Cruz Azul        | Mexique    | Primera División | 0           | 0           | -            | -            | -                 | -                 | -           | -           | -           | -        | -        |
| 2002 - 2003 | CD Cruz Azul        | Mexique    | Primera División | 26          | 3           | -            | -            | -                 | -                 | -           | -           | -           | -        | -        |
| 2003 - 2004 | CD Cruz Azul        | Mexique    | Primera División | 12          | 1           | -            | -            | -                 | -                 | -           | -           | -           | -        | -        |
| 2004 - 2005 | CD Cruz Azul        | Mexique    | Primera División | 11          | 0           | -            | -            | -                 | -                 | -           | -           | -           | -        | -        |
| 2004 - 2005 | Brujas FC Escazu    | Costa Rica | Primera División | -           | -           | -            | -            | -                 | -                 | -           | -           | -           | 1        | 0        |
| 2005 - 2006 | Brujas FC Escazu    | Costa Rica | Primera División | -           | -           | -            | -            | -                 | -                 | -           | -           | -           | -        | -        |
| 2006 - 2007 | Hapoël Bnei Sakhnin | Israël     | Ligat Leumit     | 27          | 0           | -            | -            | -                 | -                 | -           | -           | -           | -        | -        |
| 2007 - 2008 | Hapoël Bnei Sakhnin | Israël     | Ligat HaAl       | 26          | 1           | 12           | 0            | -                 | -                 | -           | -           | -           | -        | -        |
| 2008 - 2009 | Maccabi Haïfa       | Israël     | Ligat HaAl       | 30          | 0           | 10           | 0            | 11                | 0                 | -           | -           | -           | -        | -        |
| 2009 - 2010 | Maccabi Haïfa       | Israël     | Ligat HaAl       | 26          | 0           | 9            | 0            | 5                 | 0                 | C1          | 11          | 0           | -        | -        |
| 2010 - 2011 | Maccabi Haïfa       | Israël     | Ligat HaAl       | 26          | 1           | 4            | 0            | 8                 | 1                 | C3          | 2           | 0           | -        | -        |
| 2011 - 2012 | Stade brestois      | France     | Ligue 1          | 21          | 0           | 6            | 0            | 0                 | 0                 | -           | -           | -           | -        | -        |
| 2012 - 2013 | Stade brestois      | France     | Ligue 1          | 5           | 0           | 0            | 0            | -                 | -                 | -           | -           | -           | -        | -        |

## Palmarès

### En équipe nationale
- 1 sélection et 0 but avec l'équipe de Colombie en 2005[7].

### Avec le Maccabi Haïfa
- Vainqueur du Championnat d'Israël en 2009 et 2011.